# Burg Hohenbalken
Die Ruine der Burg Hohenbalken (Bündnerromanisch: Tuor Travaulta) liegt auf dem Gemeindegebiet von Sumvitg im schweizerischen Kanton Graubünden.

## Lage

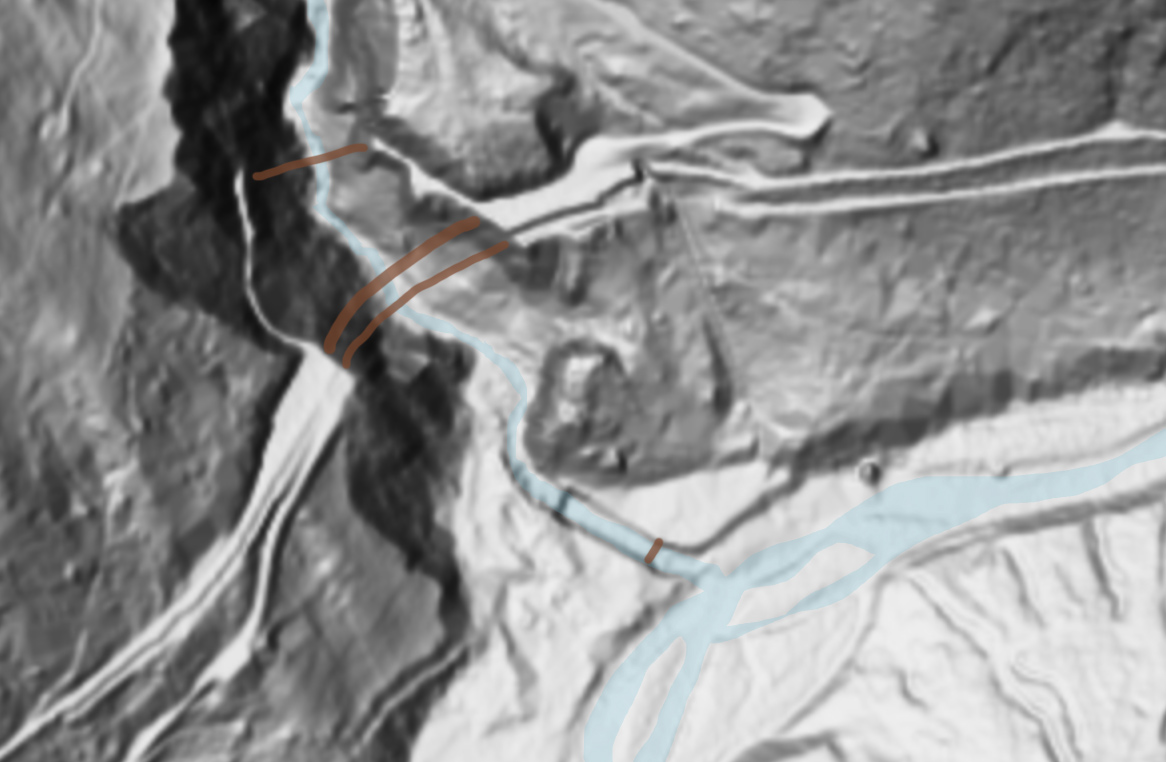
Felskopf (Bildmitte) auf einem Geländemodell (Brücken und Gewässer farblich hervorgehoben)

Von der Burg sind noch spärlichen Mauerreste erhalten. Sie finden sich westlich von Sumvitg auf einem Felskopf (1013 m ü. M.). Dieser liegt beim östlichen Ende der Russeinerbrücke zwischen Bahngleis und Einmündung in den Vorderrhein am linken Ufer des Russeinerbachs.

## Name
Der Name Hohenbalken erscheint im Kanton Graubünden zweimal. Die erste Nennung des Namens stammt von der Burg Balcun At im Münstertal aus dem Jahr 1427: „… Ich Janutt Carl de Balkun ault oder von Hohenbalken ze tütsch genannt …“ Offensichtlich stammt der Name von einem hoch (lat. altus) gelegenen Balkon oder einer Galerie. Später wurde der Name Balkun ault zu Hohenbalken verdeutscht; aus dem Balkon wurde ein Balken. Ob vom Münstertal jedoch eine Namensübertragung auf die Burg in der Surselva stattfand, ist denkbar, aber nicht geklärt.

## Anlage
Die Spuren einiger Mauerzüge lassen den baulichen Zusammenhang nicht mehr erkennen. Am höchsten Punkt der Höhenburg hat sich eine Mauerecke erhalten, vermutlich Reste eines Turms. Östlich und westlich finden sich kaum mehr wahrnehmbare Reste einer Ringmauer. Noch erkennbar sind Reste des Zufahrtsweges.

## Geschichte
Schriftliche Unterlagen über Entstehung und Geschichte der Burg fehlen. Urkundlich bekannt ist hingegen Gregor Carl von Hohenbalken († 1577).  Der Sohn eines Churer Bürgermeisters war Veltliner Landeshauptmanns, 1542–1544 Söldnerhauptmann in französischen Diensten sowie 1545 Stadtvogt von Chur. 1548 erwarb er die Burg Neu-Aspermont. 1557–1559 war er Landvogt von Maienfeld, 1567 erwarb er Schloss Haldenstein und die Herrschaft Haldenstein. Ob und in welcher Beziehung er zur Burg Hohenbalken stand, ist nicht klar. Beziehungen zu den Hohenbalken von Müstair und zur Burg von Balcun At sind nicht nachweisbar.

## Bilder

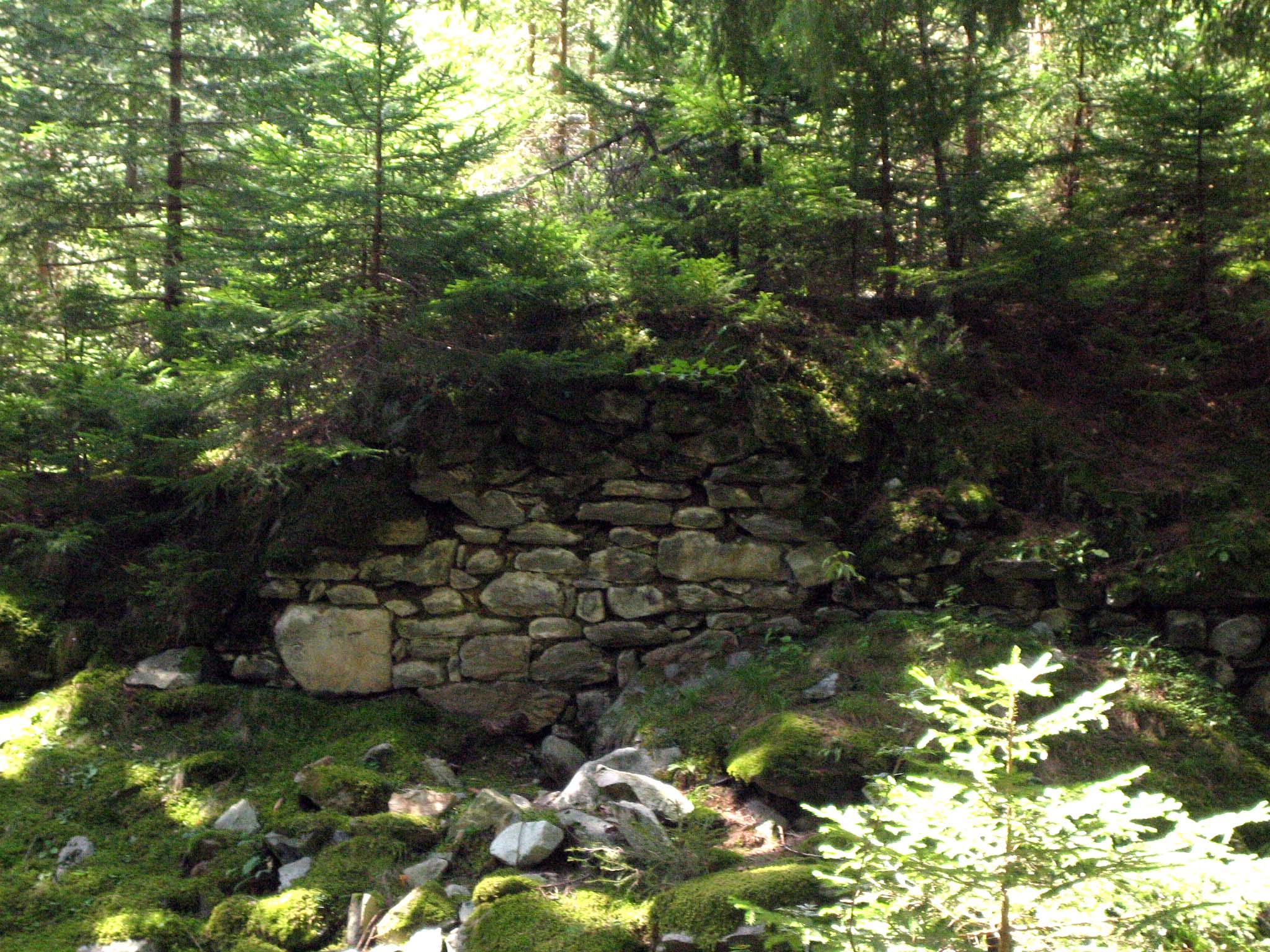
Ostmauer
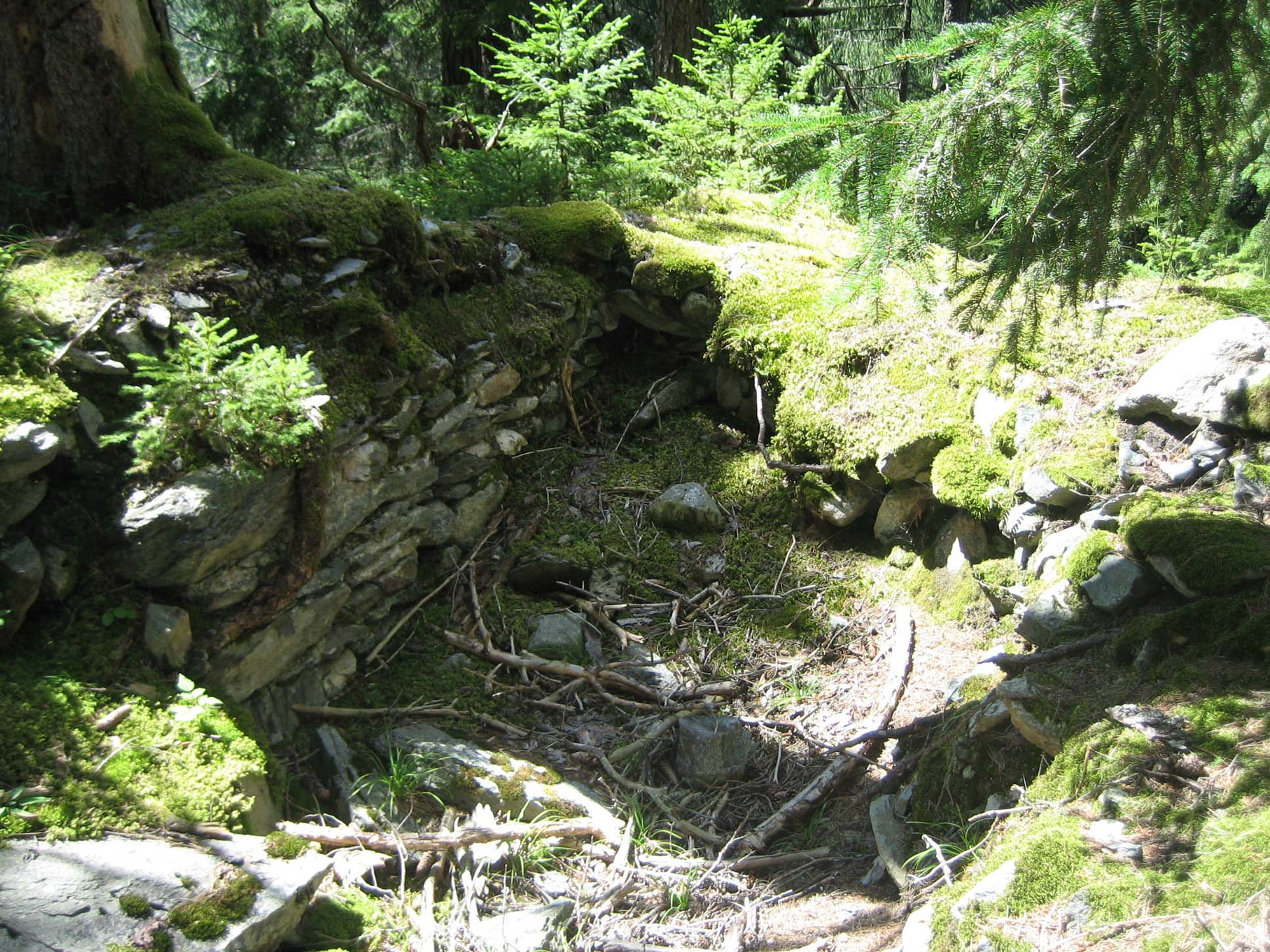
Fundament des Turmes
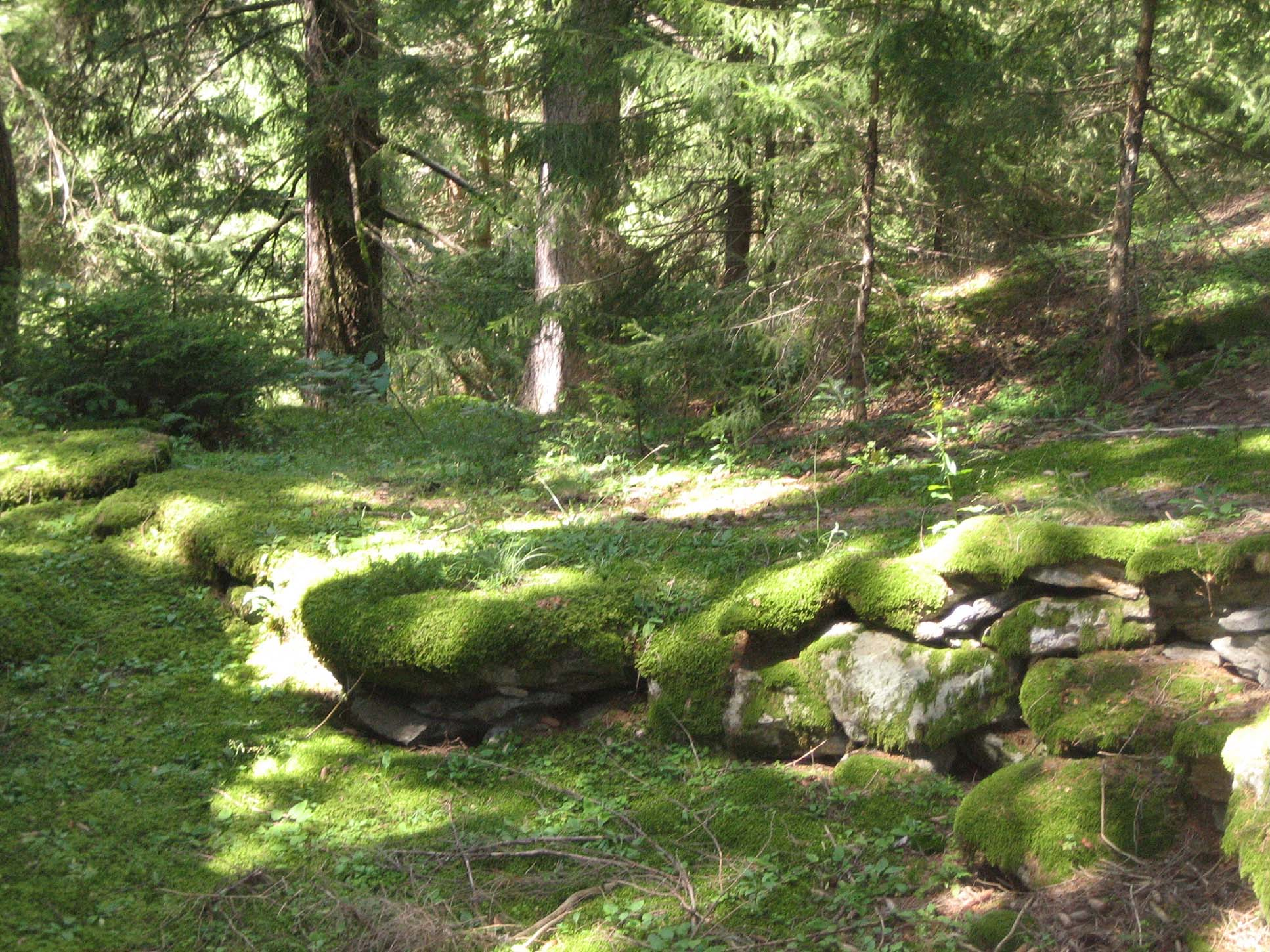
Zugangsweg